# Tellina euvitrea
Tellina euvitrea är en musselart som beskrevs av Boss 1964. Tellina euvitrea ingår i släktet Tellina och familjen Tellinidae. Inga underarter finns listade i Catalogue of Life.